# 二氧化銥
二氧化銥化學式為IrO2，是唯一明確知道其特性的銥氧化物，其晶格為金红石TiO2結構，其中有六配位的銥及三配位的氧。
二氧化銥和其他稀有金屬的氧化物可用在工業電解的陽極電極，以及电生理学研究中用到的微電極。

## 制备
二氧化銥可以由銥黑（細粉末狀的銥金屬）在空气或氧中氧化來製備：
{\displaystyle \mathrm {Ir+O_{2}\ {\xrightarrow {700^{o}C}}\ IrO_{2}} .}
块状金属铱在空气中加热时会形成二氧化铱薄膜。
沸腾的六氯合铱(IV)酸盐和碱反应并在真空中干燥，可以得到IrO2·2H2O，再将其在氮气中加热至350℃，得到黑色的IrO2。
{\displaystyle \mathrm {IrO_{2}\cdot 2H_{2}O\ {\xrightarrow {300^{o}C}}\ IrO_{2}+2H_{2}O} .}

## 化学性质
二氧化铱中，铱显+4价，对热稳定，是最稳定的铱氧化物，在1100℃下不会分解。它不溶于硝酸、硫酸或者碱，但可以和盐酸或氢溴酸反应，分别生成[IrCl6]2-和[IrBr6]2-配离子。

## 用途
二氧化铱可以用于制作涂层电极。